# Johann Adam Lehmus
Johann Adam Lehmus (2 de enero de 1707-13 de febrero de 1788) fue un poeta alemán, autor de numerosos cánticos espirituales. 
Las canciones de Lehmus aparecieron por primera vez en tres colecciones: "El Psalterio de David'" ("Davids Psalter"), "Jesús en más de 100 canciones" ("Jesus in mehr als 100 Liedern") y "Jesús en 365 Odas" ("Jesus in 365 Oden"), que se publicaron en Rothenburg en 1762, 1766 y 1771.

## Biografía
Johann Adam Lehmus nació en 1707 en Rothenburg ob der Tauber. Sus antepasados se mudaron de Breslau a Rothenburg a principios del siglo XVII. Lehmus estudió teología en Jena con Johann Franz Buddeus. 
Sus descendientes incluyen al matemático C. L. Lehmus (su nieto); el pastor Friedrich Lehmus (su bisnieto) y la hija de este, la médica Emilie Lehmus.

## Canciones
En su repertorio de canciones, figuran los títulos siguientes:
- Uno es el buen pastor (Einer ist der gute Hirte)
- Me acerco a mi día más alegre (Es naht mein freudenvollster Tag)
- Gran mañana, la tierra (Groesster Morgen, der die Erde)
- Donde el Señor no construye la casa (Wo der Herr das Haus nicht bauet)
- Donde el Señor no construye la casa Donde el hombre no (Wo der Herr das Haus nicht bauet)
- Donde Dios no construye una casa por sí mismo (Wo Gott ein Haus nicht selber baut)
- Donde Dios construye una casa, no la casa misma (Wo Gott ein Haus nicht selber baut das Haus)
- El Señor y Dios de Sión es rey (Zions Herr und Gott ist Koenig)
- No confíe en el orgulloso pecador (Zuerne nicht auf stolze Suender)